# Severino Cannelonga
Severino Lucano Cannelonga (Irsina, 21 marzo 1939) è un politico italiano.

## Biografia
Esponente del Partito Comunista Italiano, viene eletto deputato alle elezioni del 1983 e conferma il seggio anche a quelle del 1987. Dopo la svolta della Bolognina aderisce Partito Democratico della Sinistra, che rappresenta alla Camera fino al 1992, quando conclude il proprio mandato parlamentare.
Negli anni Duemila è attivo a supporto del Touring Club Italiano in Puglia.